# Макс Ебонг
Афрід Макс Ебонг Нгоме (фр. Afrid Max Ebong Ngome), більш відомий як Макс Ебонг (біл. Макс Эбонг, нар. 26 серпня 1999, Вітебськ) — білоруський футболіст камерунського походження, півзахисник казахстанського клубу «Астана» та збірної Білорусі.

## Клубна кар'єра
Народився 26 серпня 1999 року в місті Вітебськ. Його батько приїхав з камерунського Яунде вчитися у Вітебському медичному університеті, де познайомився з Наталею, також студенткою..
Починав займатися футболом у Вітебську, проте в юнацькому віці потрапив в структуру солігорського «Шахтаря». У листопаді 2016 року підписав перший професійний контракт з клубом. У сезоні 2017 виступав за дублюючий склад «Шахтаря», де швидко закріпився, а також взяв участь в юнацькій лізі УЄФА.
До сезону 2018 готувався разом з основною командою «Шахтаря». Дебютував за клуб 11 березня 2018 року в чвертьфіналі Кубка Білорусі проти могильовського «Дніпра» (3:1), відігравши всі 90 хвилин. 23 квітня в матчі з тим же «Дніпром» (1:1) дебютував у Вищій лізі, вийшовши на заміну в другому таймі, а з травня почав з'являтися і в стартовому складі. У серпні 2018 року він не грав через травму, а після відновлення почав нерегулярно з'являтися на полі. На початку сезону 2019 року він був гравцем ротації, а з травня закріпився в стартовому складі. Загалом за два сезони Ебонг взяв участь у 33-х матчах чемпіонату.
У січні 2020 року перейшов до казахстанського клубу  «Астана», підписавши чотирирічний контракт.

## Виступи за збірну
5 червня 2014 дебютував у складі молодіжної збірної Білорусі в товариському матчі проти Албанії. Всього на молодіжному рівні зіграв у 10-тьох офіційних матчах, забив 1 гол.
9 вересня 2019 року дебютував в офіційних матчах у складі збірної Білорусі в товариській грі проти збірної Уельсу (0:1).

## Статистика виступів

### Статистика виступів за збірну
| Дата       | Місто   | Господарі | Результат | Гості      | Турнір            | Голи | Примітки |
| ---------- | ------- | --------- | --------- | ---------- | ----------------- | ---- | -------- |
| 9-9-2019   | Кардіфф | Уельс     | 1 – 0     | Білорусь   | товариський матч  | -    | 46'      |
| 13-10-2019 | Мінськ  | Білорусь  | 1 – 2     | Нідерланди | Відбір до ЧЄ 2020 | -    | 70'      |
| Усього     |         | Матчів    | 2         |            | Голів             | 0    |          |

## Титули і досягнення
- Володар Кубка Білорусі (1):

«Шахтар» (Солігорськ): 2018–19
- Володар Суперкубка Казахстану (2):

«Астана»: 2020, 2023
- Чемпіон Казахстану (1):

«Астана»: 2022
- Володар Кубка казахської ліги (1):

«Астана»: 2024